# Џексонвил (Џорџија)
Џексонвил (енгл. Jacksonville) град је у америчкој савезној држави Џорџија. По попису становништва из 2010. у њему је живело 140 становника.

## Демографија
Према попису становништва из 2010. у граду је живело 140 становника, што је 22 (18,6%) становника више него 2000. године.
| Група             | 2000.      | 2010.      |
| Белци             | 74 (62,7%) | 74 (52,9%) |
| Афроамериканци    | 44 (37,3%) | 65 (46,4%) |
| Азијати           | 0 (0,0%)   | 0 (0,0%)   |
| Хиспаноамериканци | 0 (0,0%)   | 1 (0,7%)   |
| Укупно            | 118        | 140        |